# Planet Rock: The Album
Az 1986-os Planet Rock: The Album Afrika Bambaataa és a Soulsonic Force nagylemeze, gyakorlatilag korábban megjelent kislemezek gyűjteménye. A Planet Rock az egyik első hiphop-sláger volt, máig úttörő műnek számít. A kislemez jegyzeteiben megemlítik a Kraftwerket is, mint dalszerzőket, ugyanis a dal létrehozásakor a Numbers és Trans Europe Express dalokból is használtak fel részleteket, csakúgy, mint Captain Sky és Ennio Morricone dalaiból. A Planet Rock-ra gyakran az első electro funk kiadványként hivatkoznak. A Renegades of Funk dalt a Rage Against the Machine feldolgozta a Renegades albumán.
A Planet Rock kislemez volt az első tizenkét hüvelykes kislemez, amely arany minősítést kapott. A dal 237. lett a Rolling Stone magazin Minden idők 500 legjobb dala listáján. Szerepel az 1001 lemez, amit hallanod kell, mielőtt meghalsz című könyvben.

## Az album dalai
|    | Cím                                                              | Hossz |
| -- | ---------------------------------------------------------------- | ----- |
| 1. | Planet Rock (eredeti tizenkét hüvelykes verzió)                  | 7:31  |
| 2. | Looking for the Perfect Beat (eredeti tizenkét hüvelykes verzió) | 6:51  |
| 3. | Renegades of Funk (eredeti tizenkét hüvelykes verzió)            | 6:45  |
| 4. | Frantic Situation (frantic mix; feat. Melle Mel)                 | 5:07  |
| 5. | Who You Funkin' With?                                            | 6:23  |
| 6. | Go Go Pop (feat. Trouble Funk)                                   | 6:00  |
| 7. | They Made a Mistake                                              | 5:30  |

## Közreműködők
- Afrika Bambaataa – rap, keverés
- Mr. Biggs – rap
- Pow Wow – előadó, rap
- M.C. G.L.O.B.E – vokál

## Fordítás
Ez a szócikk részben vagy egészben a Planet Rock: The Album című angol Wikipédia-szócikk ezen változatának fordításán alapul.  Az eredeti cikk szerkesztőit annak laptörténete sorolja fel. Ez a jelzés csupán a megfogalmazás eredetét és a szerzői jogokat jelzi, nem szolgál a cikkben szereplő információk forrásmegjelöléseként.